# Pôles de compétitivité en Île-de-France
L'Île-de-France compte huit pôles de compétitivité parmi les 71 validés par le CIADT. Les quatre premiers ont été validés par le Comité interministériel d’aménagement et de compétitivité des territoires (CIACT) du 14 octobre 2005. Deux autres ont été validés en juillet 2007 : le pôle Finance Innovation et le pôle ASTech. Chacun de ces pôles de compétitivité a pour objectif de créer des emplois et d'accroître l'attractivité de la région dans un domaine donné, au niveau national ou international.
Trois d'entre eux ont été retenus comme « Pôles de compétitivité mondiaux » : Finance Innovation, Systematic Paris-Region et Medicen.
Trois ont été retenus comme « Pôles de compétitivité à vocation mondiale » : Cap Digital et MOV'EO.
Le Pôle Advancity (ex Pôle Ville et mobilité durables) est un « Pôle de compétitivité national»

## Systematic Paris-Region
Le projet de pôle de compétitivité français sur le logiciel libre a été adossé à Systematic Paris-Region à la suite du Comité interministériel d'aménagement et de compétitivité des territoires (CIADT) du 5 juillet 2007. Plus de 750 organismes sont impliqués dans le réseau R&D du Pôle.

## Medicen
Medicen est un projet déposé par l'Agence régionale de développement Paris-Île-de-France ayant pour activité la santé, notamment infectiologie, les neurosciences et le cancer.
Ce pôle vise à accroître de 50 % le nombre d'emplois dans le domaine des sciences du vivant et à attirer au moins deux grands laboratoires pharmaceutiques de recherche et développement.

## Cap Digital, le pôle de compétitivité et de transformation numérique
Cap Digital est le pôle de compétitivité et de transformation numérique. Il regroupe 800 adhérents : 670 PME, 50 ETI/GE/EPIC, 70 écoles et universités ainsi que 12 investisseurs en capital.

## Advancity (Ville et mobilité durables)
Advancity est un projet déposé par le Polytechnicum de Marne-la-Vallée. Activités : développement durable de la ville, habitat et construction, mobilité en milieu urbain.
Ce pôle doit développer les activités de la région dans le champ du développement durable en milieu urbain : lutte contre l'effet de serre, économies d'énergie.

## Mov'eo - Imagine Mobility
Créé en juin 2006, Mov'eo est à l'origine un projet déposé par l'Institut national de recherche sur les transports et leur sécurité (INRETS). Ses activités premières étaient la sécurité routière et l'environnement. Il avait pour fonction de développer des technologies automobiles respectueuses de l'environnement et gérant la sécurité plus efficacement, en association avec le pôle voisin Normandy Motor Valley. Il devrait s'appuyer sur un vaste complexe scientifique d'expérimentation et de test des systèmes de transport dans le camp militaire de Satory (Versailles). Le CIACT du 6 mars 2006 a validé la fusion de ce pôle avec le pôle Normandy Motor Valley dans un nouveau pôle : MOV'EO.
Le pôle est implanté sur les Régions Normandie et Île‐de‐France, le pôle de compétitivité Mov’eo fédère les principaux acteurs de l’industrie automobile française dans le domaine de la R&D collaborative. Mov’eo établi les liens entre les grands industriels, les PME, les universités et les laboratoires pour construire un réseau industriel dynamique capable de relever les défis technologiques de la mobilité propre et sûre de demain.
Le pôle soutient l’innovation en favorisant développement de projets collaboratifs de recherche et développement (R&D) particulièrement innovants et s’est organisé en 6 domaines d’activités stratégiques.

## Finance Innovation
Finance Innovation est l'un des 7 pôles mondiaux, sur les 71 pôles labellisés par le CIACT.
Membres fondateurs : la FBF, la FFSA, l'AFG, la CCIP, NYSE Euronext, la Ville de Paris et la Région Île-de-France.
Les objectifs sont les suivants :
- faire de Paris la plateforme de l’information financière européenne ;
- favoriser le financement des PME et de l’innovation ;
- renforcer le pôle de recherche et d’innovation financière ;
- développer à Paris un pôle européen de formation en finance ;
- accroître le rôle de la finance dans l’innovation sociale.

## Cosmetic Valley
Cosmetic Valley est un pôle de compétitivité national consacré à la parfumerie et à la cosmétique. IL a été labellisé en juillet 2005 et regroupe une dizaine de grands noms du luxe autour d'une fédération de plus de 300 entreprises.

## ASTech Paris Region
ASTech est un pôle de compétitivité labellisé le 5 juillet 2007. Il fédère tous les grands acteurs de la motorisation, du transport spatial et de l'aviation d'affaires d'Île-de-France. Il regroupe une centaine d'acteurs dont un tiers de PME, un tiers de Grands Groupes et un tiers d'organismes de formations et de recherche. 34 projets de recherche et de développement ont émergé, avec un budget de 200 millions d'euros sur 6 ans.